# Danilo Nannini
Danilo Nannini (Siena, 1º agosto 1921 – Siena, 15 febbraio 2007) è stato un pasticciere, imprenditore e dirigente sportivo italiano, attivo nel campo dell'industria dolciaria.

## Biografia
Era figlio di Guido Nannini, fondatore del primo locale di pasticceria a Siena; fu il padre della cantautrice Gianna Nannini e dell'ex pilota di Formula 1 Alessandro Nannini. Danilo Nannini divenne famoso come pasticciere lavorando in famiglia. Per diciotto anni fu presidente del Siena, squadra in cui aveva militato anche come calciatore.
Come imprenditore, dopo un periodo di successo in cui aveva diffuso il suo prodotto principale, il panforte, sul mercato nazionale, fu travolto da un fallimento con accuse di bancarotta fraudolenta.
Lungamente priore della contrada della Civetta, non ebbe mai il piacere di vedere la sua contrada vincere il Palio negli anni in cui invece ricoprì il ruolo di capitano.